# Appius Claudius Pulcher (consul en -79)
Pour les articles homonymes, voir Appius Claudius Pulcher.
Appius Claudius Pulcher est un homme politique romain du Ier siècle av. J.-C.

## Biographie
Il est le fils d'Appius Claudius Pulcher (consul en 143 av. J.-C.) et de sa seconde épouse Fonteia. Il est né vers -130.
- En 88 av. J.-C., il est préteur. Il était un défenseur de Lucius Cornelius Sulla. Il est exilé la même année par Caius Marius durant les guerres civiles, pendant que Sylla était en guerre contre Mithridate.
- En 84 av. J.-C., il revient à Rome, après la mort de Caius Marius.
- En 79 av. J.-C., il est consul, choisi par le dictateur Sylla avant d'abdiquer.
- Entre 78 et 76 av. J.-C., il est gouverneur de la Macédoine.

## Famille
Il épouse Caecilia Metella Balearica Minor (fille de Quintus Caecilius Metellus Baliaricus) ; ils ont huit enfants :
- Claudia Pulchra Prima (né vers -100),
- Claudia Pulchra Secunda (né vers -99), peut être l'épouse d'Aulus Ofilius[1].
- Claudia Pulchra Tercia (né vers -98)(qui a changé son nom en « Clodia »), épouse Quintus Marcius Rex.
- Appius Claudius Pulcher (né en -97) (consul en 54 av. J.-C.),
- Caius Claudius Pulcher (né vers -96) (préteur en -56),
- Claudia Pulchar Quarta (né vers -94), épouse Quintus Caecilius Metellus Celer.
- Publius Clodius Pulcher (né en -93), qui a changé son nom en « Clodius ».
- Claudia Pulchar Quinta (né vers -91), épouse de Lucullus.

Le choix de deux de ses enfants de modifier les voyelles dans leur nom a reflété le mouvement de certains des membres des plus antiques gentes romaines pour favoriser le dialecte plébéien du latin, qui utilise « o » au lieu du « au » patricien.